# William Stern
William Lewis Stern (29 d'abril de 1871 - † 27 de març de 1938) fou un psicòleg i filòsof alemany, conegut com el pioner en el camp de la psicologia de la personalitat i de la intel·ligència. Fou l'inventor del concepte conscient de la intel·ligència, o índex d'intel·ligència, emprat més endavant per Lewis Terman i altres investigadors en el desenvolupament de les primeres proves de quocient intel·lectual, basat en el treball d'Alfred Binet. Fou el pare de l'escriptor i filòsof alemany Günther Anders. El 1897 va inventar el variador de to, permetent investigar la percepció humana del so d'una manera sense precedents.

## Biografia
Va rebre el doctorat en psicologia a la Universitat de Berlín el 1893. Va ensenyar a la Universitat de Wrocław del 1897 al 1916. El 1916 el van designar professor de psicologia a la Universitat d'Hamburg, on va romandre fins al 1933 com a director de l'institut psicològic. En ser jueu fou expulsat pel règim de Hitler després de pujar al poder. Va emigrar primer als Països Baixos, després als Estats Units el 1933, on el van designar conferenciant i professor a la Universitat de Duke, i on va ensenyar fins a la seva mort, el 1938.
Es va casar amb Clara Joseephy, una psicòloga. Van tenir tres fills: Hilde, Eva i Günther, qui es va convertir també en assagista i pensador. Stern era considerat al seu temps com un psicòleg de la joventut i la principal autoritat en psicologia diferencial. Va introduir a l'estudi de la intel·ligència el concepte de quocient intel·lectual i la pràctica de dividir l'edat de desenvolupament mental per l'edat cronològica. La filosofia d'Stern, exposada a diversos llibres, fou expressada com una forma de personalisme. Va escriure també sobre la personalitat de grups de gent. Va veure institucions com l'Església com entitats vives amb personalitats. Arie de Geus el va citar al llibre La companyia viva, que fa servir la filosofia d'Stern per explicar la longevitat de certes companyies com Shell i Mitsubishi. Fou creador també de la psicologia contemporània espiritual.

## Obres
- The Pshychological Methods of Intelligence Testing, 1912
- General Psychology from the Personalistic Standpoint, 1938